# Fast Life (cântec)
„Fast Life” este o înregistrare pop a interepretei belgiene Hadise. Piesa a fost lansată ca cel de-al doisprezecelea disc single al artistei, fiind inclus pe cel de-al treilea album de studio, material denumit după cântec. „Fast Life” a debutat pe locul 30 în Ultratip Top 30 din regiunea belgienă Flandra, echivalentul poziției 80 în topul general.

## Clasamente
| Clasament             | Poziția maximă | Referință |
| --------------------- | -------------- | --------- |
| Flandra Singles Chart | 52             | [ 3 ]     |